# Pseudorhaphitoma poppei
Espèce
Pseudorhaphitoma poppei est une espèce de mollusques de la famille des Mangeliidae.

## Systématique
L'espèce Pseudorhaphitoma poppei a été décrite en 2018 par Peter Stahlschmidt (d) et Emmanuel Tardy (d).

## Répartition
Cette espèce est décrite des Philippines.

## Étymologie
Cette espèce est nommée en l'honneur de Guido Poppe (d) (1954-), malacologiste belge ayant contribué à la connaissance des mollusques des Philippines.

## Publication originale
(en) Peter Stahlschmidt et Emmanuel Tardy, « Description of five new species of Pseudorhaphitoma (Gastropoda: Mangeliidae) from the Philippines », Miscellanea Malacologica, vol. 7, no 6,‎ 2018, p. 103-113 (ISSN 1573-9953, OCLC 86123684).